# Kloster Gröningen

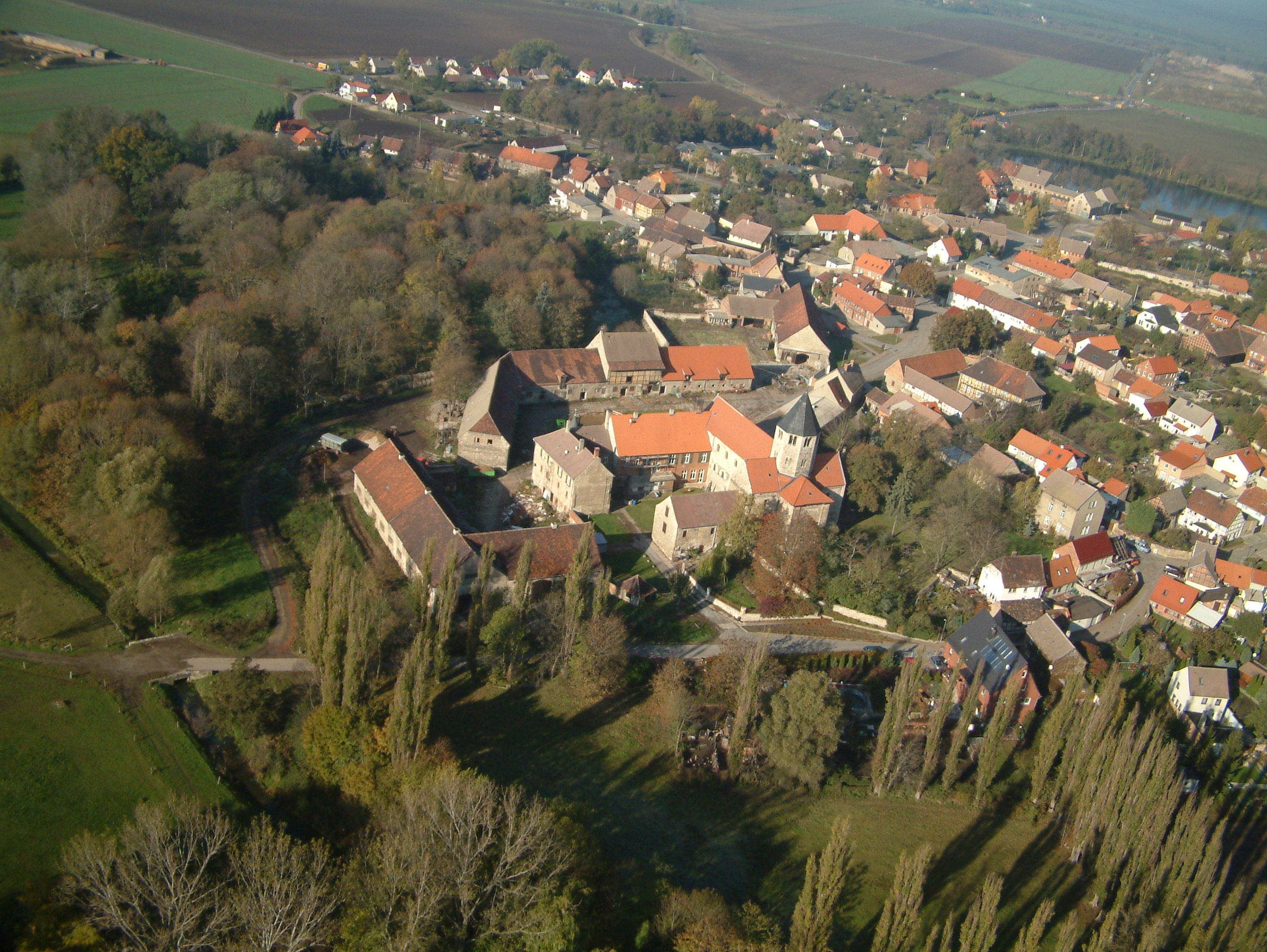
Luftbild von Kloster Gröningen mit der Romanikkirche St. Vitus

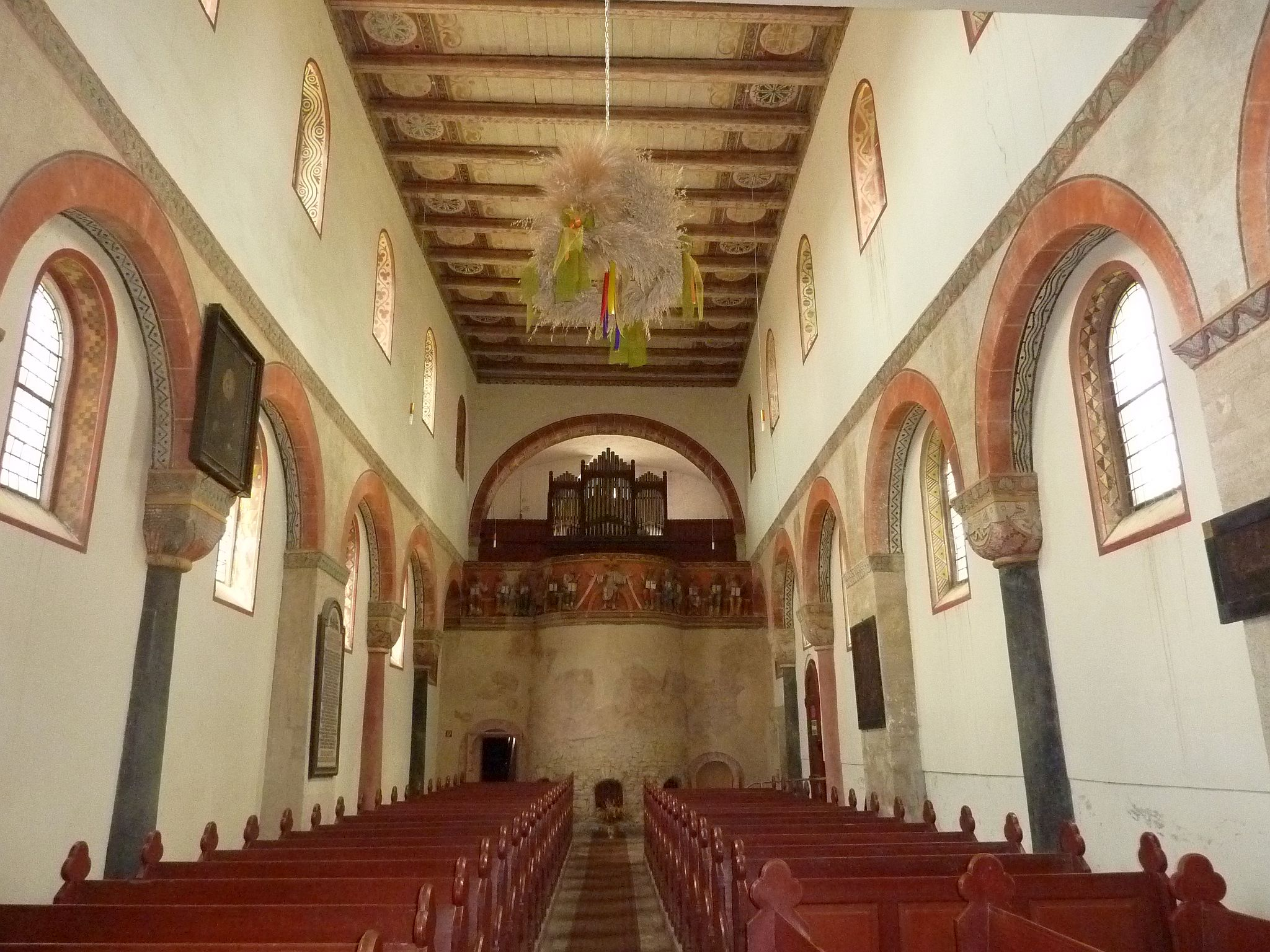
Innenansicht

Das Kloster Gröningen war ein Benediktinerkloster auf dem Gebiet der heutigen Stadt Gröningen in Sachsen-Anhalt. Es wurde 936 vom Kloster Corvey aus gegründet und bestand bis zu seiner Auflösung 1550. Heute liegt das Kloster an der Straße der Romanik.
Am 20. Juli 1950 wurde die Gemeinde Kloster Gröningen in die Stadt Gröningen eingemeindet, seitdem ist Kloster Gröningen ein Ortsteil von Gröningen.

## Klosterkirche St. Vitus
Die Klosterkirche St. Vitus, auf einer leichten Anhöhe liegend, wurde 940 von Abt Volkmar I. aus Corvey geweiht. Vom Anfang bis etwa Mitte des 12. Jahrhunderts wurde die heutige Kirche als romanische dreischiffige Flachdeckenbasilika im Hirsauer Baustil neu erbaut. Das Patrozinium erhielt der heilige Vitus oder Veit, einer der Vierzehn Nothelfer. 
Nach der Aufhebung des Klosters in der Zeit der Reformation geriet die Klosterkirche in Verfall. Infolgedessen wurden in den Jahren 1566–1570 das südliche Seitenschiff und 1606 die beiden Chorseitenschiffe abgetragen. Zwischen 1819 und 1831 wurde das nördliche Seitenschiff entfernt, der ursprünglich quadratische Chor verkürzt und gerade geschlossen, wobei die Vierungspfeiler verstärkt wurden. Im Jahr 1934 wurden bei Grabungen einige Fundamentzüge des Gründungsbaus aus ottonischer Zeit entdeckt.
Der achteckige Vierungsturm mit gekuppelten rundbogigen Klangarkaden ist eines der ältesten erhaltenen Beispiele dieser Art. Am Westende des Mittelschiffs ist eine Empore über einer gewölbten Kapelle eingebaut, deren Brüstung mit figürlichen Reliefs in Stuck verziert wurde, die Christus in der Mitte der Apostel zeigt. In der Kirche ist eine Kopie des Reliefs eingebaut, die nach Restbefunden ursprünglicher Farbe am Original aufgearbeitet wurde. Das Original des Emporenreliefs, des wichtigsten Beispiels der Spätzeit des Strengen Stils um 1170, befindet sich in der  Skulpturensammlung in Berlin.
Hervorzuheben ist weiter die Bauplastik der archaischen Würfelkapitelle im Langhaus, das den niedersächsischen Stützenwechsel zeigt. Die Ornamente in Flachrelief stellen stilisierte Tiergestalten, Flechtbänder und Blattfriese dar, die von der Quedlinburger Stiftskirche beeinflusst sind. Die Raumwirkung ist durch das Fehlen der Ostapsiden und Seitenschiffe beeinträchtigt, jedoch immer noch eindrucksvoll. Das Bauwerk ist mit der Kirche des Klosters Hamersleben verwandt, an der das volle Raumprogramm einer romanischen Klosterkirche erhalten geblieben ist.
Neben dem Emporenrelief sind auch ein romanischer Taufstein, einige Malereien am Tonnengewölbe der Kapelle unter der Empore und ein Engelsrelief am nordwestlichen Vierungspfeiler aus der Zeit um 1220 erhalten geblieben. Ein spitzbogiges Tympanonrelief mit Ranken an der Südwand des Chores ist von den Tympana des Magdeburger und des Halberstädter Doms beeinflusst. An der nordwestlichen Langhauswand ist ein figürlicher Grabstein von 1580 aufgestellt.

## Klostergebäude
An den südlichen Querschiffsarm waren die Klostergebäude angeschlossen. Davon ist im Ostflügel ein zweischiffiger Raum mit rundbogigem Kreuzgewölbe auf quadratischen Pfeilern erhalten, der durch die Nutzung als Speicher verdorben wurde. Im Südflügel sind Reste eines romanischen Kellers erhalten. Der Wirtschaftshof des Klosters wird landwirtschaftlich genutzt.

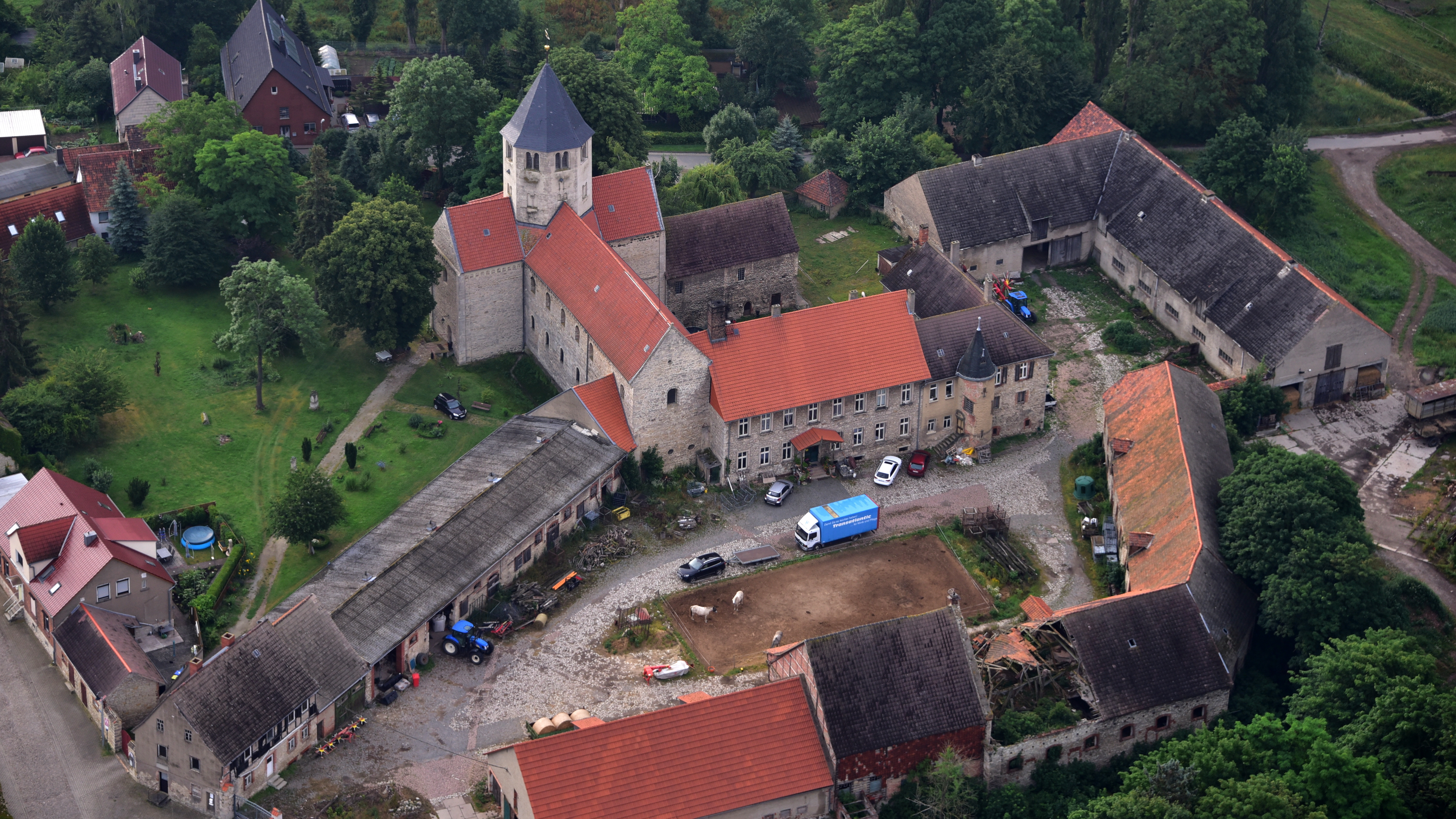
Luftaufnahme (2017)
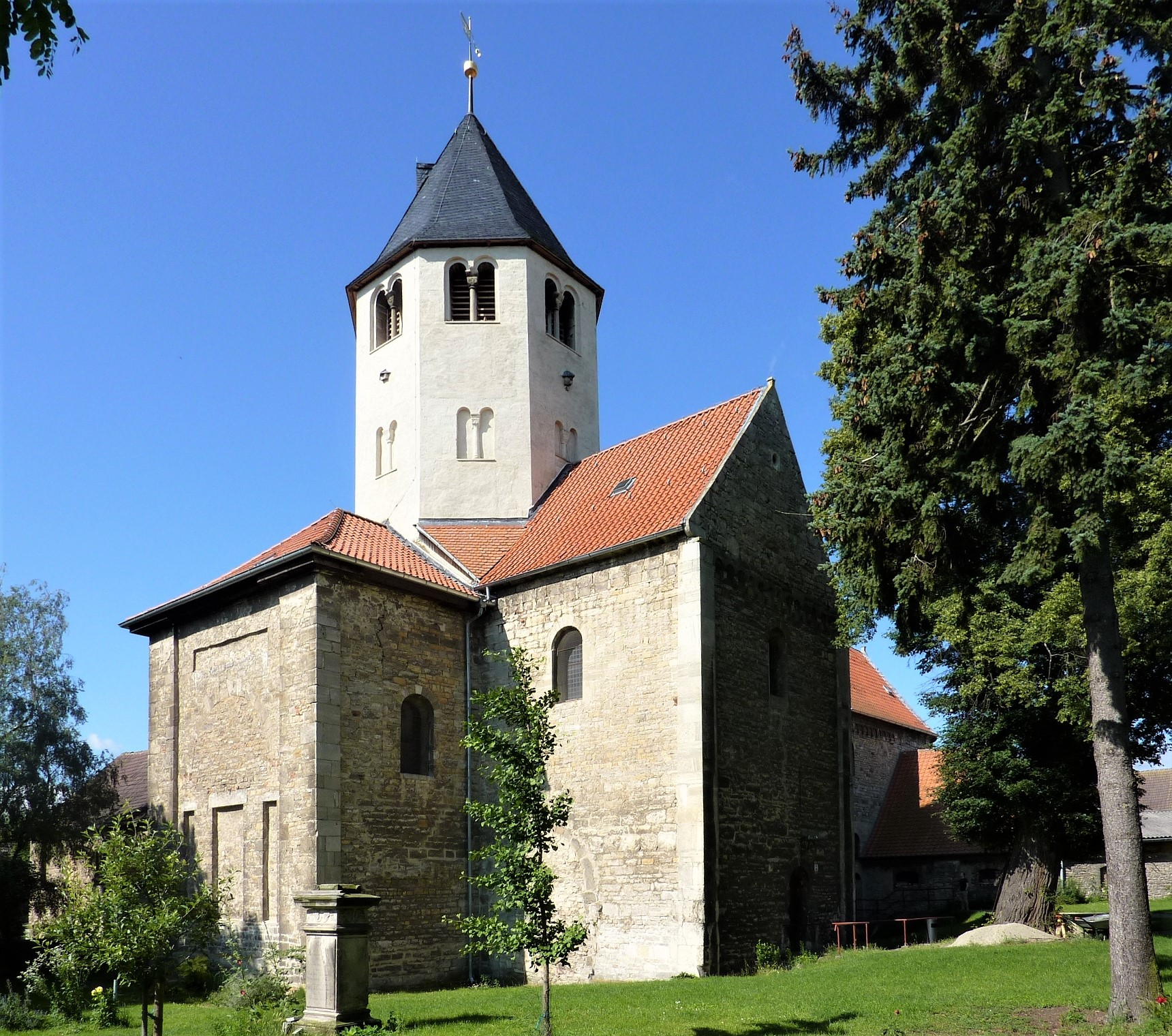
Ehemalige Klosterkirche St. Vitus
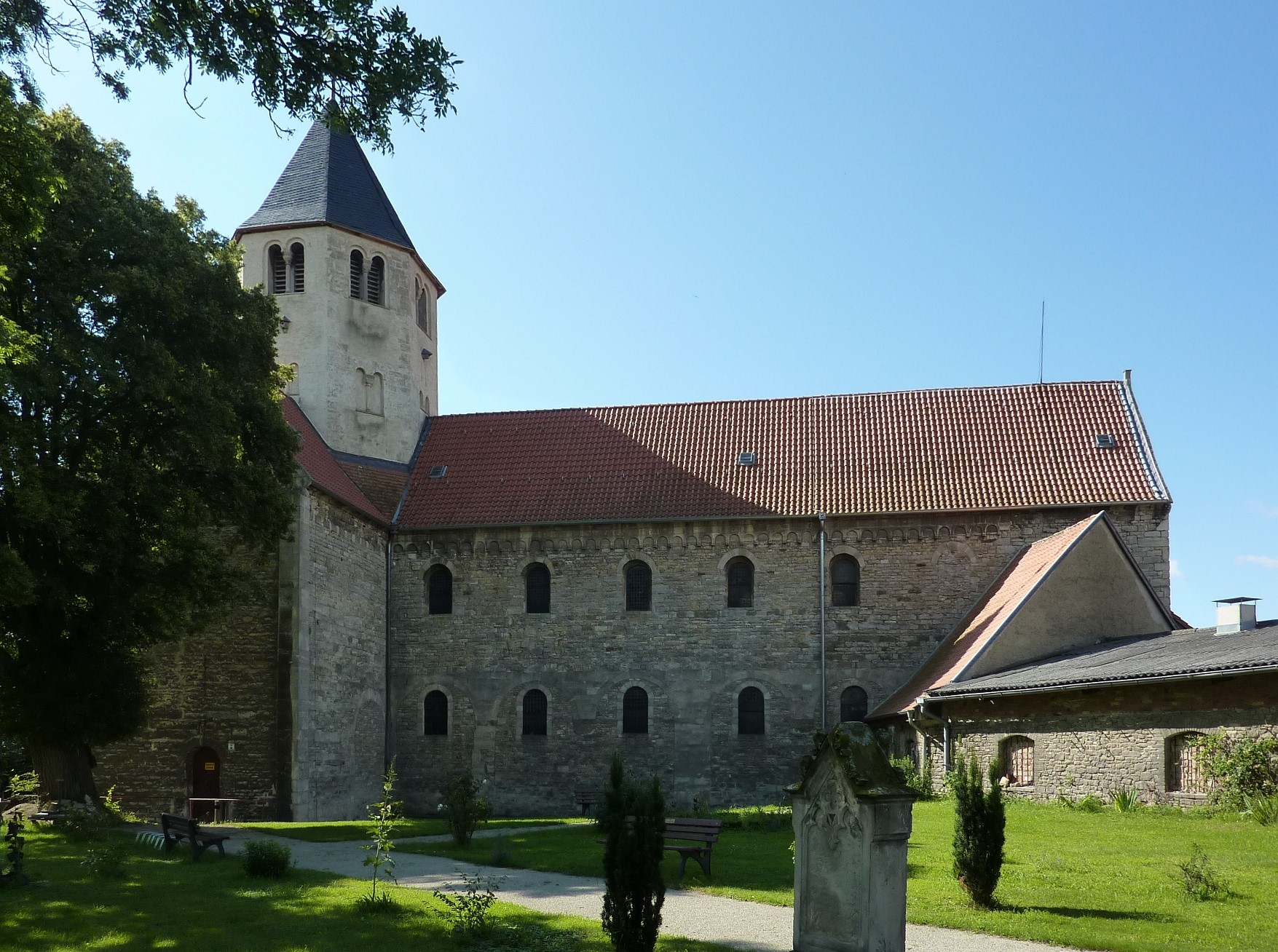
Ehemalige Klosterkirche St. Vitus
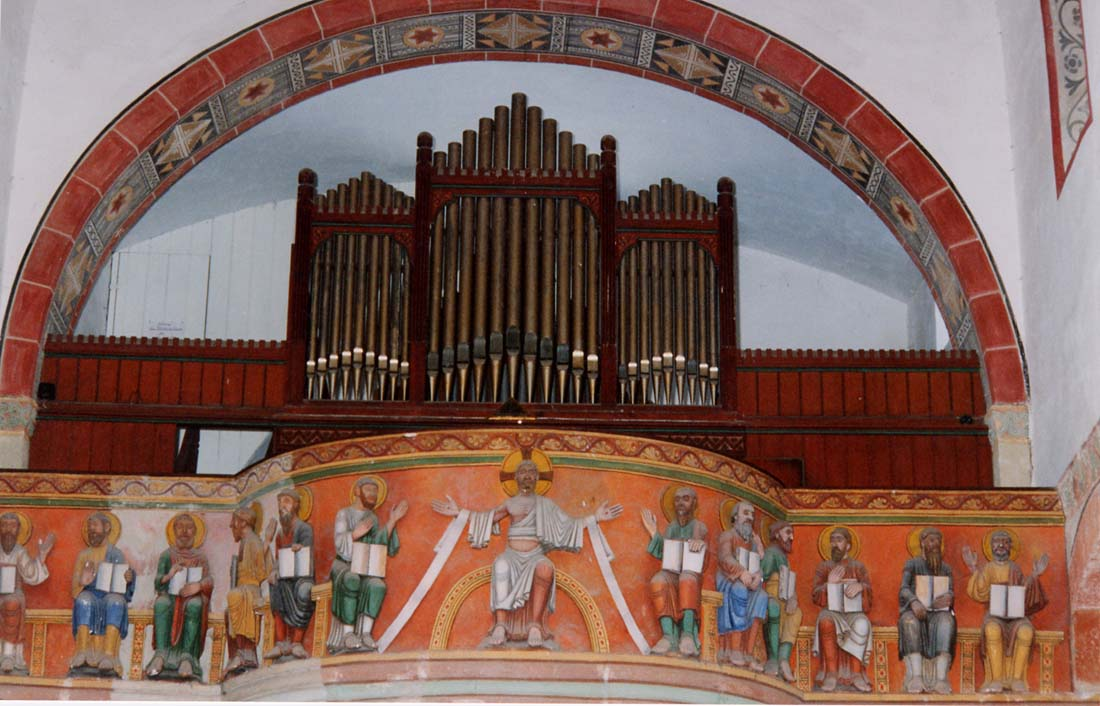
Kopie der Gröninger Empore in der Klosterkirche St. Vitus
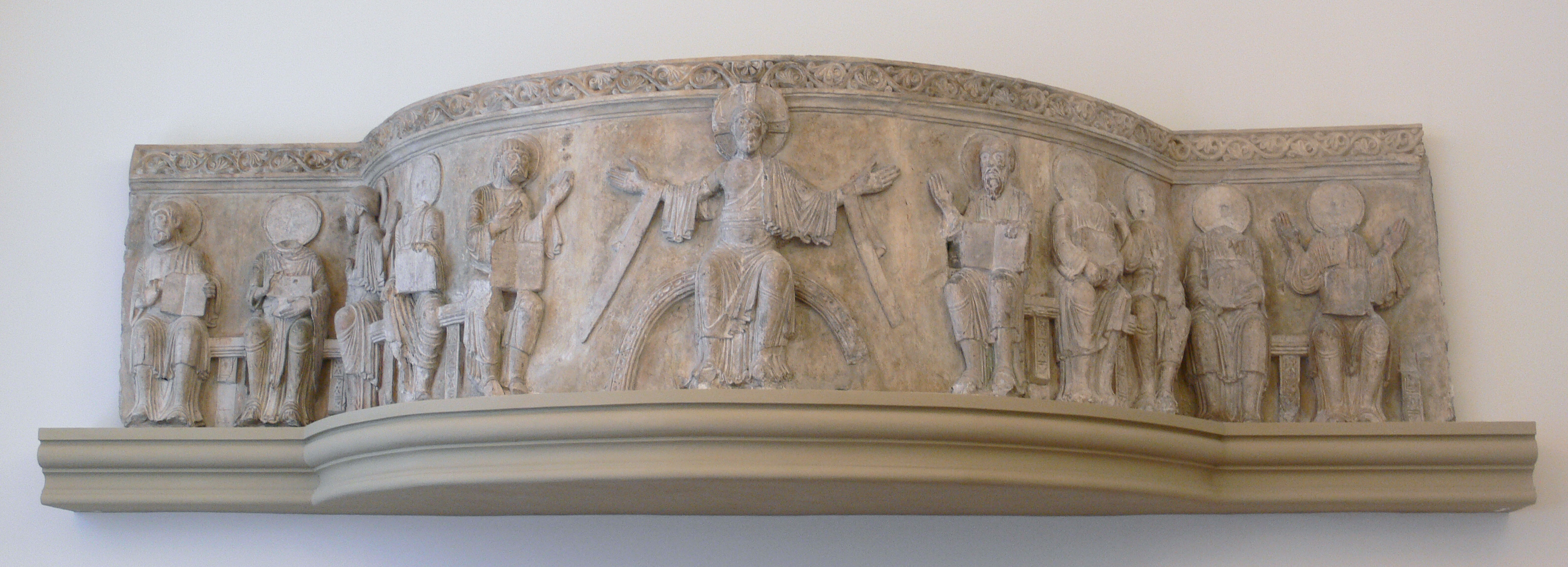
Original der Empore der Klosterkirche in der Skulpturensammlung Berlin